# Oersberg
Oersberg (en danois : Ørsbjerg) est une commune allemande de l'arrondissement de Schleswig-Flensbourg, Land de Schleswig-Holstein.

## Géographie
La commune comprend les villages d'Arrild, Kragelund, Schrün, Toestorf et Töstrup.
| Esgrus      | Stoltebüll           |         |
| Scheggerott | Oersberg             | Kappeln |
|             | Rabenkirchen-Faulück |         |

## Histoire
L'église Saint-Jean est construite en 1198.

## Personnalités liées à la commune
- Henning Röhl (né en 1943), journaliste
- Birte Pauls (née en 1965), femme politique

## Source, notes et références
- (de) Cet article est partiellement ou en totalité issu de l’article de Wikipédia en allemand intitulé « Oersberg » (voir la liste des auteurs).